# Tanudan
Tanudan é um município de  quarta classe de renda municipal (d) na província Kalinga, nas Filipinas. De acordo com o censo de 1 de maio  de  2020 possui uma população de 8 746 pessoas e 1 568 domicílios.